# Надор (аеропорт)
Міжнародний аеропорт Надор (берберська: Anafag en Ennaḍor Aɛarwi; араб. مطار الناظور العروي), (IATA: NDR, ICAO: GMMW) — міжнародний аеропорт, що обслуговує Надор, місто у Східному регіоні, Марокко. 
Аеропорт розташовано за 24 км SSW від міста Надор.
Перший аеропорт було створено в 1931, у селі Тавіма (на південь від міста Надор), аеропорт основним аеропортом Мелільї, з 1947 року — іспанський анклав на півночі Марокко Після здобуття незалежності Марокко Мелілья розпочала будівництво аеропорту під іспанським контролем. В 1969 році аеропорт Мелілья було відкрито.
Надор — невеликий міжнародний аеропорт, який має сполучення з провідними аеропортами Марокко та деякими європейськими аеропортами. Аеропорт Надор належить і управляється державною компанією ONDA. Основним користувачем є Royal Air Maroc, а також дешеві перевізники, такі як Ryanair.
В 2009 році аеропорт прийняв понад 307 000 пасажирів.

## Послуги
Міжнародний аеропорт Надор має єдиний термінал, розділений на зони прибуття та відльоту. Зона реєстрації розташовані з одного боку основного залу терміналу, а інша сторона — для отримання багажу по прибуттю.

## Авіалінії та напрямки, січень 2021
| Авіакомпанія      | Пункт призначення                                                                                          |
| ----------------- | --- |
| Air Arabia Maroc  | Амстердам, Барселона, Брюссель, Кельн/Бонн, Малага (з 24 січня 2021), Монпельє, Пальма-де-Мальорка, Танжер |
| Air Europa        | Сезонний: Пальма-де-Мальорка                                                                               |
| Brussels Airlines | Сезонний: Брюссель                                                                                         |
| Eurowings         | Кельн/Бонн                                                                                                 |
| Freebird Airlines | Сезонний чартер: Роттердам (з 13 травня 2021)                                                              |
| Royal Air Maroc   | Амстердам , Брюссель, Касабланка, Роттердам, Танжер Сезонний: Дюссельдорф, Франкфурт                       |
| Ryanair           | Париж-Бове (з 29 Березня 2021), Брюссель-Шарлеруа, Франкфурт-Хан Сезонний: Барселона, Марсель, Веце        |
| Transavia         | Париж-Орлі, Роттердам                                                                                      |
| TUI fly Belgium   | Антверпен, Брюссель-Шарлеруа, Ейндговен, Лілль Сезонний: Брюссель (з 23 червня 2021), Париж-Орлі           |
| Vueling           | Сезонний: Барселона (з 28 березня 2020)                                                                    |

## Пасажирообіг
| 2001          | 2002          | 2003          | 2004          | 2005          | 2006            | 2007            | 2008            | 2009            | 2010            | 2011            | 2012           | 2013           | 2014           | 2015           | 2016           | 2017             | 2018           | 2019           |
| ------------- | ------------- | ------------- | ------------- | ------------- | --------------- | --------------- | --------------- | --------------- | --------------- | --------------- | -------------- | -------------- | -------------- | -------------- | -------------- | ---------------- | -------------- | -------------- |
| 83.109 +8.39% | 82.010 -1.32% | 81.604 -0.50% | 89.287 +9.41% | 94.380 +5.70% | 110.589 +17.17% | 171.239 +54.84% | 215.045 +25.58% | 307.483 +42.99% | 442.508 +43.30% | 572.388 +29.45% | 602.426 +5.25% | 611.888 +1.57% | 604.013 -1.29% | 602.764 -0.21% | 640.122 +6.20% | 705.276 +10.18 % | 710.559 +0.51% | 772.371 +8.68% |